# Polestar Racing
Polestar Racing – szwedzki zespół wyścigowy założony w 1996 roku jako Flash Engineering. Jest oficjalnym zespołem fabrycznym Volvo z bazą w Göteborgu. Polestar podzielony jest na dwie dywizje: Polestar Racing zajmującą się wyścigami oraz Polestar Performance konstruujący i rozbudowujący prototypy i silniki samochodów wyścigowych. 
Zespół powstał w 1996, kiedy to utworzono Swedish Touring Car Championship. Volvo, mające za sobą dwa sezony w British Touring Car Championship dołączyło do stawki Mistrzostw Szwecji przy pomocy zespołu Flash Engineering kierowanego przez Jana Nilssona. Pierwsza baza zespołu znajdowała się w Halmstad, a w 2000 roku przeniesiono ją do Karlstad. W 2005 roku nowym dyrektorem ekipy został Christian Dahl, a nazwę zmieniono na obecną. 
W historii startów ekipa pojawiała się w stawce European Touring Car Championship, Swedish Touring Car Championship, Scandinavian Touring Car Championship oraz World Touring Car Championship.
W 2014 roku ekipa zawarła współpracę z australijskim zespołem Garry Rogers Motorsport, wprowadzając markę Volvo do mistrzostw V8 Supercars.

## Sukcesy zespołu
- Swedish Touring Car Championship

1996 - Volvo 850
1997 - Volvo 850
2002 - Volvo S60 (w klasyfikacji zespołów)
2003 - Volvo S60 (w klasyfikacji zespołów)
2009 - Volvo C30 (Robert Dahlgren, Tommy Rustad) i w klasyfikacji zespołów
2010 - Volvo C30 (w klasyfikacji zespołów)
- Scandinavian Touring Car Championship – Elitserien i Racing

2012 - Volvo S60 TTA (Fredrik Ekblom, Thed Björk) i w klasyfikacji zespołów
- Scandinavian Touring Car Championship

2013 - Volvo S60 TTA (Fredrik Ekblom, Thed Björk) i w klasyfikacji zespołów
- World Touring Car Championship

2017 – Volvo S60 (Thed Björk) i w klasyfikacji zespołów